# Distretto di Xinfu (Xinzhou)
Il distretto di Xinfu (忻府区S, Xīnfǔ QūP) è un distretto della Cina, situato nella provincia dello Shanxi e amministrato dalla prefettura di Xinzhou.